# はやし・こば
はやし・こば（1935年7月27日 - 2016年1月11日）は、日本の作曲家、編曲家。東京都生まれ。本名、小林郁夫（こばやし いくお）｡

## 来歴
東京都立大学心理学科卒業（音楽心理学専攻）。
東芝音楽工業（後の東芝EMI→EMIミュージック・ジャパン、現在はユニバーサルミュージック）の専属編曲家などを経た1962年、三木鶏郎の音楽工房に加わり、CMソングの作曲に携わる。はやし・こば（本名は小林）の名付け親も、三木である。
その後独立して、1972年にコバ・ミュージック出版株式会社を設立。数々のCMソング・サウンドロゴを手がけてきた。
CMディレクターの市川準が手掛けたテレビCMのサウンドロゴを作曲したのが縁で、市川が監督を務めた映画の常連俳優として出演した他、宮崎駿監督によるスタジオジブリのアニメ映画『千と千尋の神隠し』では、河の神役で声優として出演した。
2011年には、「はやし・こば CM WORKS」というCDアルバムが発売された。
2016年1月11日、敗血症のため死去。80歳没。

## 楽曲提供作品

### CM
- 「フェザー　オソリソリ」（フェザー安全剃刀「ハイ・ステンレス」）
- 「鉄火焼せんべいの歌」(ホンダ製菓「鉄火焼せんべい」)
- 「ガンバラナクッチャ」 （中外製薬「新グロモント」）
- 「ハイミー、パパパーッ」（味の素「ハイミー」）
- 「答一発! カシオミニ」 （カシオ計算機「カシオミニ」）
- 「ホテルニュー岡部」 （ホテルニュー岡部）
- 「おトイレ・ソング」 （藤沢薬品工業「ピコレット」）
- 「毎度毎度のおさそいに…」 （大正製薬「大正漢方胃腸薬」）
- 「アンツーカーの走り」 （スズキ「カルタス」）
- 「白松が最中」 （白松がモナカ）

サウンドロゴ
- 「もまずにあったまる金鳥どんと」 （大日本除虫菊「金鳥どんと」）
- 「タンスにゴン」 （大日本除虫菊「金鳥ゴン」）
- 「こてっちゃん」 （スタミナ食品）
- 「ビトウィーンライオン」 （ライオン）
- 「味なことやるマクドナルド」 （日本マクドナルド）
- 「いいことあるぞ」 （ダスキン「ミスタードーナツ」）
- 「やめたい人の禁煙パイポ」 （アルマン）

### 歌謡曲
小林郁夫名義
- 井上ひろし
  - 『雨の旅愁』『別れても』（1961年、編曲）

- 克美しげる
  - 『霧の中のジョニー』『夜に咲く花』『片目のジャック』『忘られぬジョニー』『史上最大の作戦のマーチ』
（1962年、編曲）
  - 『悲しき渡り鳥』『夜霧のロンリー・メン』『さすらいのマーチ』『走れ大地を』『メッカ』（1963年、編曲）
  - 『テキサスの四人』（1964年、編曲）
  - 『男じゃないか』『男の夕陽』『放浪哀歌』『ああせつなき我が心』（1965年、編曲）
  - 『雪山に消えたあいつ』『夜霧に死す』（1966年、編曲）
  - 『星空に祈る』『愛すればこそ君に』（1967年、編曲）
  - 『星がひとつ流れて』『ブルー・ナイト・イン・東京』（1968年、編曲）
  - 『夜更けの赤坂』（1969年、編曲）

- 林家三平
  - 『バチ・バチ』（1968年、作曲・編曲）

- 松島トモ子
  - 『ピンク・シュー・レーセス』『夢のナポレターナ』（1960年、編曲）
  - 『谷間の灯ともし頃』（1961年、編曲）
  - 『カッコーの森』（1962年、編曲）

- 守屋浩
  - 『停泊三日間』（1962年、編曲）

はやし・こば名義
- 小山ルミ
  - 『グットがまんして!!』（1970年、作曲）

- 水前寺清子
  - 『お父さん』（1976年、作曲・編曲）

- のこいのこ
  - 『ヤセタンとコロンタン』（1976年、作曲・編曲）

## 音楽担当作品
アニメ
- 遊星仮面（1966年 - 1967年）※嵐野英彦と共同
- カバトット（1971年 - 1972年）
- かいけつタマゴン（1972年 - 1973年）
- 一発貫太くん（1977年 - 1978年）※市川昭介と共同
- とんでも戦士ムテキング（1980年 - 1981年）
- ダッシュ勝平（1981年 - 1982年）

映画
- ノーライフキング（1989年）※鈴木さえ子と共同

## ディスコグラフィ

### シングル
| 発売日         | 曲順 | タイトル                           | 作詞     | 作曲         | 編曲         | レーベル | 規格品番 |
| -------------- | ---- | ---------------------------------- | -------- | ------------ | ------------ | -------- | -------- |
| 1984年 7月10日 | A面  | あのエリマキトカゲの唄             | 高杉珠里 | はやし・こば | はやし・こば | PANAM    | CWP-48   |
| 1984年 7月10日 | B面  | 合格－ボクはエリマキトカゲ受験生－ | 高杉珠里 | はやし・こば | はやし・こば | PANAM    | CWP-48   |

### アルバム
| 発売日       | タイトル              | レーベル      | 規格品番   |
| ------------ | --------------------- | ------------- | ---------- |
| 2011年6月8日 | はやし・こば CM WORKS | SOLID RECORDS | CDSOL-1421 |

## 出演
映画
- BU・SU（1987年、市川準監督） - 辰巳
- ノーライフキング（1989年、市川準監督） - 校長先生
- 東京夜曲（1997年、市川準監督） - 浜中の父
- ざわざわ下北沢（2000年、市川準監督） - 有希の祖父
- 千と千尋の神隠し（2001年、宮崎駿監督） - オクサレ様/河の神（吹き替え）

## 著書
- 『オタマジャクシ村への招待状』 （大阪書籍、1987年、p.26-28）